# Tempel van Roma en Augustus
De Tempel van Roma en Augustus was een klein heiligdom gewijd aan de godin Roma en keizer Augustus in het oude Athene.

## Geschiedenis
De tempel werd aan het einde van de 1e eeuw v.Chr. gebouwd op de Akropolis. De inscriptie op de epistyle vermeldt dat de inwoners van Athene deze tempel oprichtten ter ere van de Romeinse godin en de keizer. In Rome was het destijds ondenkbaar dat de princeps als een levende god werd vereerd, maar in het oosten van het rijk was dit wel gebruikelijk.
De zuilen van de tempel zijn vrijwel gelijk aan die van het Erechtheion. Mogelijk heeft de architect die dit gebouw na een brand herbouwde ook de Tempel van Roma en Augustus ontworpen.

## Het gebouw
De tempel was een monopteros, een rond heiligdom zonder cella. Op de fundering stonden in een cirkel negen zuilen in de Ionische orde, die het hoofdgestel met het koepeldak droegen. Zowel het hoofdgestel als het koepeldak waren gemaakt van wit marmer. In de open ruimte tussen de zuilen stonden cultusbeelden van Roma en Augustus.
Waarschijnlijk stond de tempel ten oosten van het Parthenon. Hier zijn een aantal fragmenten van het gebouw teruggevonden en ligt de tufstenen fundering van een gebouw, waarvan men aanneemt dat dit de Tempel van Roma en Augustus is. De rechthoekige fundering is 10,5 x 13 meter. Een andere theorie plaatst het heiligdom echter op een andere plaats. De bouwtechniek van het fundament naast het Parthenon zou niet overeenkomen met die van de Romeinse tempel en op afbeeldingen van de Akropolis op antieke munten lijkt de tempel naast het Erechtheion te staan.
De Griekse schrijver Pausanias beschreef in de 2e eeuw n.Chr. de monumenten op de Akropolis, maar maakte geen melding van de Tempel van Roma en Augustus. Mogelijk was het gebouw in zijn ogen niet belangrijk genoeg.

## Referentie
- Hellenic Ministery of Culture, Odysseus, art. 'Temple of Rome and Augustus'